# Zygmunt Lewandowski
Zygmunt Lewandowski (ur. 18 stycznia 1893, zm. ?) – podpułkownik artylerii Wojska Polskiego, kawaler Orderu Virtuti Militari.

## Życiorys
W latach 1919–1920 uczestniczył w wojnie z Ukraińcami i bolszewikami. Na froncie dowodził plutonem 3 baterii 11 pułku artylerii polowej, który 28 czerwca 1919 przeformowany został w 4 pułk artylerii polowej. W okresie międzywojennym kontynuował służbę w 4 pap stacjonującym w Inowrocławiu. W sierpniu 1925 został przeniesiony do 9 Dywizjonu Artylerii Konnej w Baranowiczach na stanowisko pełniącego obowiązki kwatermistrza. W styczniu 1927 został przeniesiony do 3 Dywizjonu Artylerii Konnej w Wilnie na stanowisko pełniącego obowiązki kwatermistrza z jednoczesnym pozostawieniem na przeniesieniu służbowym na kursie w Centrum Szkolenia Kawalerii w Grudziądzu. W kwietniu 1928 został przeniesiony do 4 pap na stanowisko dowódcy III dywizjonu. W marcu 1930 został przesunięty ze stanowiska dowódcy dywizjonu na stanowisko kwatermistrza, a z dniem 15 listopada tego roku przeniesiony do Centrum Wyszkolenia Artylerii w Toruniu na stanowisko komendanta kursu instruktorów jazdy konnej i jazdy zaprzęgami. Z dniem 20 września 1933 został przeniesiony do 4 pułku artylerii lekkiej na stanowisko zastępcy dowódcy pułku, a w lipcu 1935 do 9 dywizjonu artylerii konnej w Baranowiczach na stanowisko dowódcy dywizjonu. W kampanii wrześniowej 1939 dowodził 30 pułkiem artylerii lekkiej. Uczestnik obrony Modlina.

## Awanse
- kapitan – 3 maja 1922 zweryfikowany ze starszeństwem z dniem 1 czerwca 1919 i 272 lokatą w korpusie oficerów artylerii
- major – 12 kwietnia 1927 ze starszeństwem z dniem 1 stycznia 1927 i 35 lokatą w korpusie oficerów artylerii
- podpułkownik – ze starszeństwem z dniem 1 stycznia 1933

## Ordery i odznaczenia
- Krzyż Srebrny Orderu Wojskowego Virtuti Militari (13 kwietnia 1921)[8]
- Krzyż Kawalerski Orderu Odrodzenia Polski (11 listopada 1936)[9]
- Krzyż Walecznych (czterokrotnie)
- Złoty Krzyż Zasługi (10 listopada 1928)[10]